# 中村プロダクション
有限会社中村プロダクション（なかむらプロダクション、英: Nakamura Production co.,ltd.）は、アニメーション制作のうち、作画作業の請負を主な事業内容とする日本の企業。

## 概要・沿革
中学卒業と同時に虫プロダクションへ入社してアニメーターとして活動開始した中村（後、滝川に改姓）一夫が、虫プロの倒産後、第一動画、ONプロなどを経て弟の中村明（西城明、中村彬良、中村太一）らと1974年に設立した作画スタジオである。人員はほぼ作画スタッフのみ。
1970年代には東映動画（現・東映アニメーション）のロボットアニメ『マジンガーZ』『ゲッターロボ』『マグネロボ ガ・キーン』『鋼鉄ジーグ』などに参加し、『宇宙大帝ゴッドシグマ』『百獣王ゴライオン』など東映本社作品にも関わってきた。1970年代の東映ロボットアニメを語る上で欠かせない存在という声もある。出身となる虫プロの流れを引くアニメ制作会社サンライズ（現：バンダイナムコフィルムワークス）には1973年の『ゼロテスター』に参加。同社のポストプロダクション的存在とみなされ、サンライズ作品の原画、動画を受け持つのが中心である。その他、東京ムービー新社→キョクイチ東京ムービー→トムス・エンタテインメントの作品も殆ど関わっている。また、大手制作会社に匹敵する人数と規模かつ信頼の高い会社で、サンライズや東映アニメーション、トムス・エンタテインメントに限らず幅広く他社作品を受け持ち、殆どの制作会社の作画を受け持つ。一時的はディズニーの子会社であるディズニー・テレビジョン・アニメーション及びディズニートゥーン・スタジオの作画も受け持っていた。

## 参加作品

### テレビアニメ
- 新造人間キャシャーン  (1974年)
- マジンガーZ  (1974年)
- グレートマジンガー  (1974年-1975年)
- 鋼鉄ジーグ  (1975年-1976年)
- アローエンブレム グランプリの鷹  (1977年-1978年）
- 無敵超人ザンボット3  (1977年-1978年）
- 無敵鋼人ダイターン3  (1978年-1979年）
- 銀河鉄道999  (1978年-1981年）
- ザ☆ウルトラマン  (1979年）
- サイボーグ009（新）(1979年-1980年）
- 機動戦士ガンダム  (1979年-1980年)
- 宇宙戦士バルディオス  (1980年)
- 宇宙伝説ユリシーズ31  (1981年)
- 無敵ロボ トライダーG7  (1981年)
- 百獣王ゴライオン  (1981年-1982年)
- 太陽の牙ダグラム  (1981年-1983年)
- キャッツ♥アイ （1983年-1985年)
- 装甲騎兵ボトムズ  (1983年-1984年)
- 特装機兵ドルバック  (1983年-1984年)
- 地上最強のエキスパートチーム G.I.ジョー  (1983年-1987年)
- 重戦機エルガイム  (1984年)
- マイティ・オーボッツ  (1984年)
- ゴッドマジンガー （1984年）
- 戦え!超ロボット生命体トランスフォーマー （1984年-1986年）
- ミームいろいろ夢の旅  (1984年-1985年)
- 機甲界ガリアン  (1984年-1985年)
- GALACTIC PATROL レンズマン  (1984年-1985年)
- ガジェット警部  (1985年)
- 超獣機神ダンクーガ  (1985年)
- The Centurions （1986年）
- Inhumanoids （1986年）
- 戦え!超ロボット生命体トランスフォーマー2010 （1986年)
- Ｂｕｇってハニー  (1986年-1987年)
- アニメ ゴーストバスターズ (1986年-1988年)
- Visionaries: Knights of the Magical Light（1987年）
- 機甲戦記ドラグナー  (1987年-1988年)
- ついでにとんちんかん  (1987年-1988年)
- わんぱくダック夢冒険  (1987年-1989年)
- Bionic Six（1987年 - 1989年)
- ミスター味っ子  (1987年-1989年)
- 魔神英雄伝ワタル  (1988年-1989年)
- 鎧伝サムライトルーパー  (1988年-1989年)
- 新くまのプーさん  (1988年-1991年)
- チップとデールの大作戦 （1989年-1990年)
- 魔動王グランゾート （1989年-1990年)
- 機動警察パトレイバー （1989年-1990年)
- 獣神ライガー （1989年-1990年)
- YAWARA! （1989年-1992年)
- ルパン三世 バイバイ・リバティー・危機一発!  (1989年)
- タイニー・トゥーンズ  (1990年-1995年)
- ルパン三世 ヘミングウェイ・ペーパーの謎  (1990年)
- Peter Pan and the Pirates （1990年-1991年）
- 勇者エクスカイザー （1990年-1991年）
- 楽しいムーミン一家 （1990年-1991年）
- 魔神英雄伝ワタル2 （1990年-1991年）
- おちゃめなふたご クレア学院物語 （1991年)
- ウルトラマンキッズ 母をたずねて3000万光年 （1991年)
- 新世紀GPXサイバーフォーミュラ （1991年)
- わたしとわたし ふたりのロッテ （1991年-1992年)
- 太陽の勇者ファイバード （1991年-1992年)
- 緊急発進セイバーキッズ （1991年-1992年)
- ゲンジ通信あげだま （1991年-1992年)
- 伝説の勇者ダ・ガーン （1992年-1993年）
- ママは小学4年生 （1992年）
- クレヨンしんちゃん （1992年-）
- 元気爆発ガンバルガー  (1992年-1993年）
- バットマン  (1992年-1993年)
- パパはグーフィー  (1992年-1993年）
- 超電動ロボ 鉄人28号FX  (1992年-1993年）
- リトル・マーメイド  (1992年-1994年)
- 美少女戦士セーラームーン （1992年-1997年）
- ルパン三世 ルパン暗殺指令 （1993年）
- アニマニアックス  (1993年-1998年)
- Adventures of Sonic the Hedgehog  (1993年）
- Bonkers  (1993年-1994年)
- 勇者特急マイトガイン  (1993年-1994年)
- 機動戦士Vガンダム  (1993年-1994年)
- 疾風!アイアンリーガー  (1993年-1994年)
- 熱血最強ゴウザウラー  (1993年-1994年)
- アラジンの大冒険 （1994年-1995年）
- 勇者警察ジェイデッカー （1994年）
- ルパン三世 燃えよ斬鉄剣 （1994年)
- 機動武闘伝Gガンダム  (1994年-1995年）
- 覇王大系リューナイト   (1994年-1995年）
- レッドバロン  (1994年-1995年)
- ガーゴイルズ （1994年-1997年）
- 獣戦士ガルキーバ （1995年）
- 鬼神童子ZENKI （1995年）
- 黄金勇者ゴルドラン （1995年）
- ルパン三世 ハリマオの財宝を追え!!  (1995年）
- バーチャファイター (1995年-1996年)
- 怪盗セイント・テール （1995年-1996年）
- 新世紀エヴァンゲリオン （1995年-1996年）
- 名探偵コナン （1996年-)
- 超者ライディーン （1996年-1997年）
- セイバーマリオネットJ （1996年-1997年)
- ガンバリスト!駿 （1996年-1997年)
- るろうに剣心 -明治剣客浪漫譚- （1996年-1998年）
- こちら葛飾区亀有公園前派出所  (1996年-2004)
- 勇者指令ダグオン （1996年）
- 爆走兄弟レッツ&ゴー!! （1996年）
- 勇者王ガオガイガー （1997年)
- ネクスト戦記EHRGEIZ （1997年)
- ルパン三世 ワルサーP38 （1997年)
- HAUNTEDじゃんくしょん （1997年)
- 超魔神英雄伝ワタル  (1997年-1998年)
- BERSERK  (1997年-1998年)
- 永久家族  (1997年-1998年)
- マスターモスキートン'99  (1997年-1998年)
- 超特急ヒカリアン （1997年-2000年)
- 星方武侠アウトロースター (1998年）
- カウボーイビバップ  (1998年）
- SHADOW SKILL  (1998年）
- アキハバラ電脳組 （1998年）
- ヴァイスクロイツ （1998年)
- ブレンパワード  (1998年)
- 魔法のステージファンシーララ  (1998年)
- センチメンタルジャーニー （1998年）
- DTエイトロン （1998年）
- ああっ女神さまっ 小っちゃいって事は便利だねっ (1998年-1999年)
- バブルガムクライシス TOKYO 2040  (1998年-1999年)
- 快傑蒸気探偵団  (1998年-1999年）
- ガサラキ  (1998年-1999年)
- デビルマンレディー  (1998年-1999年)
- THE ビッグオー （1999年・2003年）
- 無限のリヴァイアス  (1999年-2000年)
- 地球防衛企業ダイ・ガード  (1999年-2000年)
- 星方天使エンジェルリンクス （1999年)
- ベターマン （1999年)
- 星界の紋章 （1999年)
- 菜々子解体診書 （1999年)
- 人形草紙あやつり左近  (1999年-2000年)
- ∀ガンダム  (1999年-2000年)
- ゾイド -ZOIDS-  (1999年-2000年)
- OH!スーパーミルクチャン （2000年）
- BRIGADOON まりんとメラン  (2000年）
- GEAR戦士電童  (2000年）
- ゲートキーパーズ  (2000年）
- 妖しのセレス  (2000年）
- 星界の戦旗  (2000年)
- アルジェントソーマ （2000年-2001年)
- 犬夜叉  (2000年-2004年)
- 遊☆戯☆王デュエルモンスターズ  (2000年)
- とっとこハム太郎 （2000年-2006年）
- フルーツバスケット （2001年・2019年）
- SAMURAI GIRL　リアルバウトハイスクール （2001年)
- スクライド  (2001年)
- 地球防衛家族  (2001年)
- サラリーマン金太郎  (2001年)
- 逮捕しちゃうぞ second season (2001年-2002年)
- サイボーグ009 THE CYBORG SOLDIER  (2001年-2002年)
- ギャラクシーエンジェル （2001年-2004年）
- PROJECT ARMS （2001年-2002年）
- RAVE （2001年-2002年）
- 藍より青し （2002年)
- 王ドロボウJING （2002年)
- ちょびっツ  (2002年)
- Witch Hunter ROBIN （2002年)
- おねがい☆ティーチャー  (2002年)
- 超重神グラヴィオン  (2002年)
- フルメタル・パニック!  (2002年）
- あずまんが大王 （2002年）
- OVERMANキングゲイナー （2002年-2003年）
- GetBackers-奪還屋- （2002年-2003年）
- アーケードゲーマーふぶき （2002年-2003年）
- スパイラル －推理の絆－ （2002年-2003年）
- 満月をさがして  (2002年-2003年）
- ヒートガイジェイ （2002年-2003年）
- 機動戦士ガンダムSEED （2002年-2003年）
- ポケットモンスター アドバンスジェネレーション （2002年-2006年）
- ななか6/17 （2003年）
- 魔探偵ロキRAGNAROK （2003年）
- LAST EXILE （2003年）
- 君が望む永遠 （2003年）
- 一騎当千 （2003年）
- おねがい☆ツインズ （2003年）
- GAD GUARD （2003年）
- ルパン三世 お宝返却大作戦!! （2003年）
- R.O.D -THE TV- （2003年）
- 宇宙のステルヴィア （2003年）
- 一騎当千  (2003年)
- 獣兵衛忍風帖  (2003年)
- ストラトス・フォー  (2003年)
- ぽぽたん  (2003年)
- 真月譚 月姫 （2003年）
- 魔探偵ロキRAGNAROK （2003年）
- TEXHNOLYZE （2003年）
- プラネテス （2003年-2004年）
- PEACE MAKER 鐵 （2003年-2004年）
- 出撃!マシンロボレスキュー （2003年-2004年）
- ガングレイヴ  (2003年-2004年)
- マーメイドメロディー ぴちぴちピッチ （2003年-2004年）
- おもいっきり科学アドベンチャー そーなんだ! （2003年-2004年）
- クロノクルセイド （2003年-2004年）
- ソニックX （2003年-2004年）
- 神魂合体ゴーダンナー!!  (2003年-2004年)
- 鋼の錬金術師  (2003年-2004年)
- プラネテス （2003年-2004年）
- クラッシュギアNitro （2003年-2004年）
- ゆめりあ （2004年）
- GANTZ （2004年)
- 神無月の巫女 （2004年)
- サムライガン （2004年)
- お伽草子 （2004年)
- ニニンがシノブ伝 （2004年)
- Get Ride! アムドライバー  (2004年)
- SAMURAI 7 （2004年）
- この醜くも美しい世界 （2004年）
- 蒼穹のファフナー （2004年）
- 舞-HiME （2004年）
- DearS  (2004年)
- 双恋  (2004年)
- 頭文字D Fourth Stage （2004年）
- 爆裂天使 （2004年）
- ファンタジックチルドレン  (2004年-2005年）
- GIRLSブラボー  (2004年-2005年）
- 魔法少女隊アルス  (2004年-2005年）
- tactics （2004年-2005年）
- 機動戦士ガンダムSEED DESTINY （2004年-2005年)
- 焼きたて!!ジャぱん （2004年-2006年）
- スーパー・ロボット・モンキー・チーム・ハイパーフォース GO! （2004年-2006年）
- ケロロ軍曹 （2004年-2011年）
- 勇者王ガオガイガーFINAL GRAND GLORIOUS GATHERING（2005年）
- 魔法先生ネギま! （2005年）
- ガン×ソード （2005年）
- ディノブレイカー  (2005年）
- 好きなものは好きだからしょうがない!!  (2005年）
- 銀盤カレイドスコープ  (2005年）
- まじかるカナン  (2005年）
- スピードグラファー （2005年）
- フタコイ オルタナティブ  (2005年）
- UG☆アルティメットガール  (2005年）
- シュガシュガルーン  (2005年）
- エレメンタル ジェレイド （2005年）
- 撲殺天使ドクロちゃん （2005年）
- 銀牙伝説WEED  (2005年)
- タイドライン・ブルー  (2005年)
- 涼風  (2005年)
- バジリスク 甲賀忍法帖  (2005年)
- ルパン三世 天使の策略 〜夢のカケラは殺しの香り〜  (2005年)
- トランスフォーマー ギャラクシーフォース  (2005年）
- 苺ましまろ （2005年）
- ジンキ・エクステンド （2005年）
- ハチミツとクローバー  (2005年）
- 機動新撰組 萌えよ剣 TV  (2005年）
- ノエイン もうひとりの君へ （2005年-2006年）
- アイシールド21 （2005年-2008年）
- ドラえもん  (2005年-)
- ローゼンメイデン トロイメント （2005年）
- SoltyRei (2005年-2006年）
- かりん  (2005年-2006年）
- うえきの法則 （2005年-2006年）
- ふしぎ星の☆ふたご姫  (2005年-2006年)
- 交響詩篇エウレカセブン (2005年-2006年）
- かりん (2005年-2006年）
- かしまし 〜ガール・ミーツ・ガール〜 （2005年-2006年）
- 灼眼のシャナ （2005年-2006年）
- クラスターエッジ （2005年-2006年）
- 韋駄天翔 （2005年-2006年）
- うえきの法則  (2005年-2006年)
- Capeta （2005年-2006年）
- あまえないでよっ!! 喝!! （2006年）
- Project BLUE 地球SOS  (2006年)
- Canvas2 〜虹色のスケッチ〜  (2006年)
- Fate/stay night （2006年）
- NIGHT HEAD GENESIS  (2006年)
- マジカノ  (2006年)
- プリンセス・プリンセス  (2006年)
- 夜明け前より瑠璃色な -Crescent Love-  (2006年）
- ガイキング LEGEND OF DAIKU-MARYU（2006年）
- ARIA The NATURAL （2006年）
- うたわれるもの （2006年）
- 機神咆吼デモンベイン  (2006年)
- ネギま!? （2006年）
- 武装錬金  (2006年)
- 学園ヘヴン  (2006年)
- Simoun （2006年）
- BLACK LAGOON The Second Barrage （2006年）
- 銀魂 （2006年-）
- ラブゲッCHU 〜ミラクル声優白書〜 （2006年）
- ザ・サード 蒼い瞳の少女 （2006年）
- つよきす Cool×Sweet （2006年）
- となグラ! （2006年）
- オーバン・スターレーサーズ  (2006年）
- N・H・Kにようこそ! （2006年）
- 家庭教師ヒットマンREBORN! （2006年-）
- スパイダーライダーズ 〜オラクルの勇者たち〜 （2006年）
- 結界師 （2006年-）
- 砂沙美☆魔法少女クラブ （2006年-2007年）
- 妖逆門 （2006年-2007年）
- コードギアス 反逆のルルーシュ （2006年-2007年）
- ときめきメモリアル Only Love （2006年-2007年）
- 少年陰陽師 （2006年-2007年）
- RED GARDEN （2006年-2007年）
- ヤマトナデシコ七変化♥ （2006年-2007年）
- 護くんに女神の祝福を! （2006年-2007年）
- 妖逆門  (2006年-2007年)
- すもももももも 地上最強のヨメ （2006年-2007年）
- 出ましたっ!パワパフガールズZ  (2006年-2007年）
- パンプキン・シザーズ  (2006年-2007年)
- D.Gray-man （2006年-2008年・2016年）
- ポケットモンスター ダイヤモンド&パール （2006年-2010年）
- 風のスティグマ （2007年）
- さよなら絶望先生 （2007年）
- 逮捕しちゃうぞ フルスロットル （2007年）
- ぼくらの （2007年）
- モノノ怪 （2007年）
- 瀬戸の花嫁 （2007年）
- アイドルマスター XENOGLOSSIA （2007年）
- シャイニング・ティアーズ・クロス・ウィンド （2007年）
- ながされて藍蘭島 （2007年）
- エル・カザド （2007年）
- 天元突破グレンラガン （2007年）
- 桃華月憚 （2007年)
- 神曲奏界ポリフォニカ （2007年)
- ななついろ★ドロップス  (2007年）
- オーバードライヴ （2007年）
- 地球へ… （2007年）
- BLUE DROP  (2007年）
- 精霊の守り人  (2007年）
- 魔法少女リリカルなのはStrikerS （2007年）
- BUZZER BEATER （2007年）
- ひぐらしのなく頃に解 （2007年）
- エル・カザド （2007年）
- 機神大戦ギガンティック・フォーミュラ （2007年）
- しおんの王  (2007年）
- 京四郎と永遠の空  (2007年）
- みなみけ  (2007年)
- Venus Versus Virus  (2007年)
- REIDEEN （2007年）
- ウエルベールの物語 〜Sisters of Wellber〜 （2007年-2008年）
- 素敵探偵☆ラビリンス （2007年-2008年）
- AYAKASHI  (2007年-2008年)
- 機動戦士ガンダム00  (2007年-2008年)
- 神霊狩/GHOST HOUND （2007年-2008年）
- デルトラ・クエスト  (2007年-2008年)
- ドラゴノーツ -ザ・レゾナンス- （2007年-2008年)
- 古代王者 恐竜キング Dキッズ・アドベンチャー  (2007年-2008年)
- 魔人探偵脳噛ネウロ  (2007年-2008年)
- チーズスイートホーム （2008年）
- ルパン三世 sweet lost night 〜魔法のランプは悪夢の予感〜  (2008年)
- ひだまりスケッチ×365  (2008年)
- クリスタル ブレイズ  (2008年）
- アンティーク 〜西洋骨董洋菓子店〜 （2008年）
- アキカン! （2008年）
- RD 潜脳調査室  (2008年)
- 遊☆戯☆王5D's （2008年-2011年）
- 全力ウサギ （2008年）
- 喰霊-零- （2008年）
- まかでみWAっしょい! （2008年）
- 図書館戦争 （2008年)
- かのこん  (2008年)
- 破天荒遊戯  (2008年)
- To LOVEる -とらぶる- （2008年-2015年）
- ゴルゴ13 （2008年）
- 黒塚 KUROZUKA （2008年）
- あまつき （2008年)
- 今日の5の2  (2008年)
- 狂乱家族日記  (2008年)
- ヴァンパイア騎士  (2008年)
- スキップ・ビート!  (2008年-2009年)
- ストライクウィッチーズ  (2008年・2010年)
- ヤッターマン  (2008年-2009年)
- ミチコとハッチン  (2008年-2009年)
- キャシャーンSins （2008年-2009年）
- ソウルイーター  （2008年-2009年）
- たまごっち! （2009年-）
- 宇宙をかける少女  (2009年)
- GA 芸術科アートデザインクラス  (2009年)
- スレイヤーズEVOLUTION-R (2009年)
- WHITE ALBUM （2009年)
- キディ・ガーランド  (2009年)
- けんぷファー  (2009年)
- 化物語 （2009年)
- VIPER'S CREED （2009年)
- バトルスピリッツ 少年激覇ダン （2009年-2010年)
- リストランテ・パラディーゾ  (2009年)
- 真マジンガー 衝撃! Z編  (2009年)
- けんぷファー  (2009年)
- 大正野球娘。  (2009年)
- ルパン三世VS名探偵コナン  (2009年)
- 07-GHOST （2009年)
- 蒼天航路 （2009年)
- 大正野球娘。 （2009年)
- グイン・サーガ （2009年)
- 黒神 The Animation （2009年)
- 天体戦士サンレッド （2009年-2010年)
- FAIRY TAIL (2009年-)
- STAR DRIVER 輝きのタクト （2010年)
- Angel Beats! （2010年)
- アマガミSS （2010年・2012年)
- ソ・ラ・ノ・ヲ・ト （2010年)
- 屍鬼  (2010年)
- 閃光のナイトレイド （2010年)
- おおきく振りかぶって 〜夏の大会編〜 （2010年)
- 海月姫  (2010年)
- バトルスピリッツ ブレイヴ  (2010年-2011年)
- みつどもえ （2010年)
- 咎狗の血 （2010年)
- おとめ妖怪 ざくろ （2010年)
- 迷い猫オーバーラン! （2010年)
- いちばんうしろの大魔王 （2010年)
- 学園黙示録 HIGHSCHOOL OF THE DEAD  (2010年)
- デュラララ!!  (2010年)
- スーパーロボット大戦OG -ジ・インスペクター-  (2010年-2011年)
- ポケットモンスター ベストウイッシュ  (2010年-2013年)
- トリコ  (2011年-2014年)
- C3 -シーキューブ-  (2011年)
- デッドマン・ワンダーランド （2011年)
- TIGER & BUNNY  (2011年)
- 放浪息子  (2011年)
- 僕は友達が少ない (2011年・2013年)
- 魔乳秘剣帖  (2011年)
- R-15  (2011年)
- 神様のメモ帳  (2011年)
- 遊☆戯☆王ZEXAL (2011年-2014年)
- ThunderCats （2011年）
- セイクリッドセブン  (2011年)
- Rio RainbowGate! （2011年)
- 青の祓魔師 （2011年)
- HUNTER×HUNTER  (2011年)
- IS 〈インフィニット・ストラトス〉  (2011年)
- 戦国乙女〜桃色パラドックス〜 （2011年)
- 戦国☆パラダイス -極- （2011年)
- 魔法少女まどか★マギカ （2011年)
- THE IDOLM@STER （2011年)
- ギルティクラウン  (2011年-2012年)
- 機動戦士ガンダムAGE （2011年-2012年)
- これはゾンビですか? （2011年-2012年)
- べるぜバブ （2011年-2012年)
- アクエリオンEVOL  (2012年)
- TARI TARI  (2012年)
- CØDE:BREAKER  (2012年)
- エリアの騎士  (2012年)
- 戦姫絶唱シンフォギア  (2012年-2017年)
- ハイスクールD×D  (2012年)
- モーレツ宇宙海賊  (2012年)
- 坂道のアポロン  (2012年)
- あっちこっち  (2012年)
- 武装神姫  (2012年)
- となりの怪物くん  (2012年)
- AKB0048  (2012年)
- ZETMAN  (2012年)
- Another  (2012年)
- 恋と選挙とチョコレート  (2012年)
- リトルバスターズ!  (2012年)
- LUPIN the Third -峰不二子という女-  (2012年)
- BTOOOM!  (2012年)
- ソードアート・オンライン  (2012年)
- 黒子のバスケ  (2012年)
- 新世界より  (2012年)
- 獣旋バトル モンスーノ  (2012年)
- リトルバスターズ!  (2012年)
- もやしもん リターンズ  (2012年)
- カンピオーネ! 〜まつろわぬ神々と神殺しの魔王〜  (2012年)
- マギ  (2012年-2014年)
- 聖闘士星矢Ω  (2012年-2014年)
- ジョジョの奇妙な冒険  (2012年-)
- ガールズ&パンツァー  (2012年-2013年)
- 超速変形ジャイロゼッター  (2012年-2013年)
- 進撃の巨人  (2013年・2017年-2018年・2022年)
- カーニヴァル  (2013年)
- 犬とハサミは使いよう (2013年)
- 断裁分離のクライムエッジ  (2013年)
- 閃乱カグラ  (2013年)
- BROTHERS CONFLICT  (2013年)
- デート・ア・ライブ  (2013年)
- ガッチャマン クラウズ  (2013年)
- 幕末義人伝 浪漫  (2013年)
- ガイストクラッシャー  (2013年)
- フォトカノ  (2013年)
- 惡の華  (2013年)
- 問題児たちが異世界から来るそうですよ?  (2013年)
- 超次元ゲイム ネプテューヌ The Animation  (2013年)
- ダンガンロンパ 希望の学園と絶望の高校生 The Animation  (2013年)
- THE UNLIMITED 兵部京介  (2013年)
- WHITE ALBUM2  (2013年)
- 君のいる町  (2013年)
- 革命機ヴァルヴレイヴ  (2013年)
- 世界でいちばん強くなりたい!  (2013年)
- まおゆう魔王勇者  (2013年)
- DIABOLIK LOVERS  (2013年)
- アウトブレイク・カンパニー  (2013年)
- 俺の妹がこんなに可愛いわけがない。  (2013年)
- 機巧少女は傷つかない  (2013年)
- ゆゆ式  (2013年)
- 探検ドリランド -1000年の真宝-  (2013年)
- サムライフラメンコ  (2013年)
- 絶対防衛レヴィアタン  (2013年)
- RDG レッドデータガール  (2013年)
- ワルキューレ ロマンツェ  (2013年)
- ポケットモンスター THE ORIGIN  (2013年)
- ダイヤのA  (2013年-2016年・2019年)
- 東京レイヴンズ  (2013年-2014年)
- 弱虫ペダル  (2013年-)
- ポケットモンスター XY  (2013年-2016年)
- ガンダムビルドファイターズ  (2013年-2015年)
- 凪のあすから  (2013年-2014年)
- ラブライブ! (2013年-2014年)
- サムライフラメンコ  (2013年-2014年)
- NARUTO -ナルト- 疾風伝  (2014年-2017年)
- ディーふらぐ!  (2014年)
- 桜Trick  (2014年)
- フューチャーカード バディファイト  (2014年-2018年)
- 妖怪ウォッチ  (2014年-2018年)
- ウィザード・バリスターズ 弁魔士セシル  (2014年)
- 鬼灯の冷徹  (2014年)
- 魔法戦争  (2014年)
- とある飛空士への恋歌  (2014年)
- ソウルイーターノット!  (2014年)
- いなり、こんこん、恋いろは。  (2014年)
- 極黒のブリュンヒルデ  (2014年)
- 健全ロボ ダイミダラー  (2014年)
- Wake Up, Girls!  (2014年)
- バディ・コンプレックス  (2014年)
- ブラック・ブレット  (2014年)
- メカクシティアクターズ  (2014年)
- ノブナガ・ザ・フール  (2014年)
- ハナヤマタ  (2014年)
- 最近、妹のようすがちょっとおかしいんだが。  (2014年)
- ノブナガン  (2014年)
- グラスリップ  (2014年)
- 東京喰種トーキョーグール  (2014年-2016年・2018年)
- 白銀の意思 アルジェヴォルン  (2014年)
- LOVE STAGE!!  (2014年)
- さばげぶっ!  (2014年)
- 残響のテロル  (2014年)
- 結城友奈は勇者である  (2014年)
- まじもじるるも  (2014年)
- 東京ESP  (2014年)
- 魔法科高校の劣等生  (2014年・2020年)
- アルドノア・ゼロ  (2014年-2015年)
- Z/X IGNITION  (2014年)
- 戦国BASARA Judge End  (2014年)
- 棺姫のチャイカ  (2014年)
- ドラゴンコレクション  (2014年)
- LOVE STAGE!!  (2014年)
- ヤマノススメ セカンドシーズン  (2014年)
- 精霊使いの剣舞  (2014年)
- オレカバトル  (2014年)
- 月刊少女野崎くん  (2014年)
- サザエさん  (2014年-2016年)
- 魔法少女大戦  (2014年)
- 魔弾の王と戦姫  (2014年)
- グリザイアの果実  (2014年)
- オレん家のフロ事情  (2014年)
- トリニティセブン  (2014年)
- 大図書館の羊飼い  (2014年)
- 四月は君の嘘  (2014年)
- 暁のヨナ  (2014年)
- ガンダム Gのレコンギスタ  (2014年)
- 天体のメソッド  (2014年)
- PSYCHO-PASS サイコパス 2  (2014年)
- selector infected WIXOSS  (2014年)
- テラフォーマーズ  (2014年)
- 異能バトルは日常系のなかで  (2014年)
- 純潔のマリア  (2014年)
- 七つの大罪  (2014年)
- 寄生獣 セイの格率  (2014年-2015年)
- SHIROBAKO  (2014年-2015年)
- クロスアンジュ 天使と竜の輪舞  (2014年-2015年)
- ポケットモンスター XY 特別編 最強メガシンカ  (2014年-2015年)
- 暗殺教室  (2015年)
- アイドルマスター シンデレラガールズ  (2015年)
- ローリング☆ガールズ  (2015年)
- 美男高校地球防衛部LOVE!  (2015年-2016年)
- 艦隊これくしょん -艦これ-  (2015年)
- アブソリュート・デュオ  (2015年)
- デス・パレード  (2015年)
- 遊☆戯☆王ARC-V  (2015年-2017年)
- 聖剣使いの禁呪詠唱  (2015年)
- えとたま  (2015年)
- 終わりのセラフ  (2015年)
- トリアージX  (2015年)
- 境界のRINNE  (2015年-2017年)
- 食戟のソーマ  (2015年-2016年)
- 長門有希ちゃんの消失  (2015年)
- うしおととら  (2015年-2016年)
- 山田くんと7人の魔女  (2015年)
- 怪盗ジョーカー  (2015年)
- わかば*ガール  (2015年)
- 俺物語!!  (2015年)
- プラスティック・メモリーズ  (2015年)
- アルスラーン戦記  (2015年)
- ハロー!!きんいろモザイク  (2015年)
- VALKYRIE DRIVE -MERMAID-  (2015年)
- 監獄学園  (2015年)
- 空戦魔導士候補生の教官  (2015年)
- 下ネタという概念が存在しない退屈な世界  (2015年)
- Charlotte  (2015年)
- 乱歩奇譚 Game of Laplace  (2015年)
- ギャングスタ  (2015年)
- トライブクルクル  (2015年)
- 実は私は  (2015年)
- モンスター娘のいる日常  (2015年)
- ミス・モノクローム -The Animation- 2  (2015年)
- GATE 自衛隊 彼の地にて、斯く戦えり  (2015年)
- がっこうぐらし!  (2015年)
- オーバーロード  (2015年・2018年)
- ルパン三世  (2015年-2016年)
- ドラゴンボール超  (2015年)
- 俺がお嬢様学校に「庶民サンプル」として拉致られた件  (2015年)
- ヤング ブラック・ジャック  (2015年)
- 櫻子さんの足下には死体が埋まっている  (2015年)
- おそ松さん  (2015年・2017年・2020年)
- 機動戦士ガンダム 鉄血のオルフェンズ  (2015年-2017年)
- ヘヴィーオブジェクト  (2015年-2016年)
- ハイスクールスター・ミュージカル  (2015年)
- プリンス・オブ・ストライド オルタナティブ  (2016年)
- アクティヴレイド -機動強襲室第八係-  (2016年)
- 少女たちは荒野を目指す  (2016年)
- 最弱無敗の神装機竜  (2016年)
- NORN9 ノルン+ノネット  (2016年)
- ディバインゲート  (2016年)
- 昭和元禄落語心中  (2016年)
- ファンタシースターオンライン2 ジ アニメーション  (2016年)
- 少女たちは荒野を目指す  (2016年)
- 僕だけがいない街  (2016年)
- 蒼の彼方のフォーリズム  (2016年)
- ハルチカ ～ハルタとチカは青春する～  (2016年)
- Dimension W  (2016年)
- 灰と幻想のグリムガル  (2016年)
- ばくおん!!  (2016年)
- 聖戦ケルベロス  (2016年)
- ハンドレッド  (2016年)
- 12歳。  (2016年)
- フラワーリングハート  (2016年)
- 甲鉄城のカバネリ （2016年)
- 逆転裁判 〜その「真実」、異議あり!〜 （2016年)
- クロムクロ （2016年)
- マクロスΔ （2016年)
- 学戦都市アスタリスク （2016年)
- 僕のヒーローアカデミア  (2016年-2017年)
- 迷家-マヨイガ-  (2016年)
- くまみこ  (2016年)
- 少年メイド  (2016年)
- キズナイーバー  (2016年)
- ベイブレードバースト  (2016年-)
- 三者三葉  (2016年)
- 双星の陰陽師  (2016年)
- RS計画 -Rebirth Storage-  (2016年)
- ジョーカー・ゲーム  (2016年)
- ReLIFE  (2016年)
- 不機嫌なモノノケ庵  (2016年)
- パズドラクロス  (2016年-2017年)
- 甘々と稲妻  (2016年)
- チア男子!!  (2016年)
- はんだくん  (2016年)
- 91Days  (2016年)
- レガリア The Three Sacred Stars  (2016年)
- SERVAMP-サーヴァンプ-  (2016年)
- タイムトラベル少女〜マリ・ワカと8人の科学者たち〜  (2016年)
- 初恋モンスター  (2016年)
- ねじ巻き精霊戦記 天鏡のアルデラミン  (2016年)
- Rewrite  (2016年-2017年)
- タブー・タトゥー  (2016年)
- 虹色デイズ  (2016年)
- バッテリー  (2016年)
- Re:ゼロから始める異世界生活  (2016年)
- 斉木楠雄のΨ難  (2016年)
- 魔法少女育成計画  (2016年)
- マジきゅんっ!ルネッサンス  (2016年)
- ViVid Strike!  (2016年)
- 灼熱の卓球娘  (2016年)
- ナンバカ  (2016年-2017年)
- ろんぐらいだぁす!  (2016年)
- Occultic;Nine -オカルティック・ナイン-  (2016年)
- アイドルメモリーズ  (2016年)
- TRICKSTER -江戸川乱歩「少年探偵団」より-  (2016年-2017年)
- ALL OUT!!  (2016年)
- 3月のライオン  (2016年)
- 私がモテてどうすんだ  (2016年)
- 刀剣乱舞-花丸-  (2016年-2017年)
- クラシカロイド  (2016年)
- フリップフラッパーズ  (2016年)
- タイムボカン24  (2016年-2017年)
- 終末のイゼッタ  (2016年)
- 信長の忍び  (2016年-2017年)
- ポケットモンスター サン&ムーン  (2016年-2017年)
- 超游世界  (2017年)
- AKIBA'S TRIP  (2017年)
- アイドル事変  (2017年)
- リトルウィッチアカデミア  (2017年)
- セイレン  (2017年)
- 幼女戦記  (2017年)
- エルドライブ  (2017年)
- スクールガールストライカーズ  (2017年)
- MARGINAL＃4  (2017年)
- ACCA13区監察課  (2017年)
- SUPER LOVERS 2  (2017年)
- この素晴らしい世界に祝福を!2  (2017年)
- 南鎌倉高校女子自転車部  (2017年)
- BanG Dream!  (2017年)
- クズの本懐  (2017年)
- サクラクエスト  (2017年)
- 冴えない彼女の育てかた♭  (2017年)
- 恋愛暴君  (2017年)
- Re:CREATORS  (2017年)
- グランブルーファンタジー ジ・アニメーション  (2017年)
- ロクでなし魔術講師と禁忌教典  (2017年)
- 七つの大罪  (2017年)
- アトム ザ・ビギニング  (2017年)
- ツインエンジェル BREAK  (2017年)
- スクールガールストライカーズ  (2017年)
- 王室教師ハイネ  (2017年)
- ひなこのーと  (2017年)
- BORUTO-ボルト- -NARUTO NEXT GENERATIONS-  (2017年)
- 神撃のバハムート VIRGIN SOUL  (2017年)
- ナイツ&マジック  (2017年)
- ナナマル サンバツ  (2017年)
- 将国のアルタイル  (2017年)
- 18if  (2017年)
- トミカハイパーレスキュー ドライブヘッド 機動救急警察  (2017年)
- プリンセス・プリンシパル  (2017年)
- コンビニカレシ  (2017年)
- モンスターハンターストーリーズ　RIDE ON  (2017年)
- 天使の3P!  (2017年)
- セントールの悩み  (2017年)
- DIVE!!  (2017年)
- 異世界はスマートフォンとともに。  (2017年)
- 100%パスカル先生  (2017年)
- メイドインアビス  (2017年)
- はじめてのギャル  (2017年)
- ネト充のススメ  (2017年)
- 魔法使いの嫁  (2017年)
- アニメガタリズ  (2017年)
- ROBOMASTERS THE ANIMATED SERIES  (2017年)
- このはな綺譚  (2017年)
- ディエス・イレ  (2017年)
- Just Because!  (2017年)
- 牙狼-GARO- -VANISHING LINE-  (2017年)
- ラブライブ!サンシャイン!!  (2017年)
- 遊☆戯☆王VRAINS (2017年)
- Code:Realize 〜創世の姫君〜  (2017年)
- いつだって僕らの恋は10センチだった。  (2017年)
- グランクレスト戦記  (2018年)
- サンリオ男子  (2018年)
- カードキャプターさくら クリアカード編  (2018年)
- 学園ベビーシッターズ  (2018年)
- 刻刻  (2018年)
- 恋は雨上がりのように  (2018年)
- ミイラの飼い方  (2018年)
- 博多豚骨ラーメンズ  (2018年)
- だがしかし2  (2018年)
- たくのみ。  (2018年)
- 刀使ノ巫女  (2018年)
- アイドリッシュセブン  (2018年)
- ハクメイとミコチ  (2018年)
- 宇宙よりも遠い場所  (2018年)
- A.I.C.O. Incarnation  (2018年)
- キリングバイツ  (2018年)
- ソードガイ 装刀凱  (2018年)
- LOST SONG  (2018年)
- はなかっぱ  (2018年)
- ウマ娘 プリティーダービー  (2018年)
- ルパン三世 PART5  (2018年)
- 3D彼女  (2018年)
- されど罪人は竜と踊る  (2018年)
- ヒナまつり  (2018年)
- グラゼニ  (2018年)
- PERSONA 5 The Animation  (2018年)
- Caligula -カリギュラ-  (2018年)
- ゴールデンカムイ  (2018年)
- 奴隷区 僕と23人の奴隷 The Animation  (2018年)
- ソードアート・オンライン オルタナティブ ガンゲイル・オンライン  (2018年)
- ガンダムビルドダイバーズ  (2018年)
- レイトン ミステリージャーニー カトリーエイルと大富豪の陰謀  (2018年)
- ニル・アドミラリの天秤 帝都幻惑綺譚  (2018年)
- メガロボクス  (2018年)
- ゆらぎ荘の幽奈さん  (2018年)
- フューチャーカード 神バディファイト  (2018年)
- ダーリン・イン・ザ・フランキス  (2018年)
- ISLAND  (2018年)
- 邪神ちゃんドロップキック  (2018年-)
- 七星のスバル  (2018年)
- はるかなレシーブ  (2018年)
- メジャーセカンド  (2018年)
- フリクリ プログレ ・ オルタナ  (2018年)
- はねバド!  (2018年)
- 百錬の覇王と聖約の戦乙女  (2018年)
- 天狼 Sirius the Jaeger  (2018年)
- Phantom in the Twilight  (2018年)
- BANANA FISH  (2018年)
- DOUBLE DECKER! ダグ&キリル  (2018年)
- 転生したらスライムだった件  (2018年・2021年)
- 青春ブタ野郎はバニーガール先輩の夢を見ない  (2018年)
- ゾンビランドサガ  (2018年)
- 火ノ丸相撲  (2018年・2020年)
- 抱かれたい男1位に脅されています。  (2018年)
- 色づく世界の明日から  (2018年)
- RELEASE THE SPYCE  (2018年)
- SSSS.GRIDMAN  (2018年)
- 風が強く吹いている  (2018年)
- 学園BASARA  (2018年)
- やがて君になる  (2018年)
- ソラとウミのアイダ  (2018年)
- 聖闘士星矢 セインティア翔  (2018年)
- 五等分の花嫁  (2019年)
- ガーリー・エアフォース  (2019年)
- グリムノーツ The Animation  (2019年)
- えんどろ〜!  (2019年)
- どろろ  (2019年)
- 荒野のコトブキ飛行隊  (2019年)
- エガオノダイカ  (2019年)
- 魔法少女特殊戦あすか  (2019年)
- 盾の勇者の成り上がり  (2019年)
- ルパン三世 グッバイ・パートナー  (2019年)
- ゾイドワイルド  (2019年)
- 同居人はひざ、時々、頭のうえ。  (2019年)
- バミューダトライアングル 〜カラフル・パストラーレ〜  (2019年)
- この世の果てで恋を唄う少女YU-NO  (2019年)
- なむあみだ仏っ!-蓮台 UTENA-  (2019年)
- 鬼滅の刃  (2019年)
- フェアリーゴーン  (2019年)
- RobiHachi  (2019年)
- ひとりぼっちの○○生活  (2019年)
- 八月のシンデレラナイン  (2019年)
- 真夜中のオカルト公務員  (2019年)
- ぼくたちは勉強ができない  (2019年)
- 手品先輩  (2019年)
- 彼方のアストラ  (2019年)
- ヴィンランド・サガ  (2019年)
- Dr.STONE  (2019年-)
- ソウナンですか?  (2019年)
- Re:ステージ! ドリームデイズ  (2019年)
- 炎炎ノ消防隊  (2019年-)
- 通常攻撃が全体攻撃で二回攻撃のお母さんは好きですか?  (2019年)
- Cannon Busters  (2019年)
- 女子高生の無駄づかい  (2019年)
- * 本好きの下剋上 司書になるためには手段を選んでいられません  (2019年)
- 放課後さいころ倶楽部  (2019年)
- あひるの空  (2019年)
- 戦×恋  (2019年)
- Fate/Grand Order -絶対魔獣戦線バビロニア-  (2019年)
- バビロン  (2019年)
- ACTORS  (2019年)
- 神田川JET GIRLS  (2019年)
- アサシンズプライド  (2019年)
- 無限の住人-IMMORTAL-  (2019年)
- ノー・ガンズ・ライフ  (2019年-2020年)
- 恋する小惑星  (2020年)
- 22/7  (2020年)
- ペット  (2020年)
- 痛いのは嫌なので防御力に極振りしたいと思います。  (2020年)
- ソマリと森の神様  (2020年)
- 群れなせ!シートン学園  (2020年)
- 虚構推理  (2020年)
- 推しが武道館いってくれたら死ぬ  (2020年)
- プランダラ  (2020年)
- 球詠  (2020年)
- リスナーズ  (2020年)
- アルテ  (2020年)
- 社長、バトルの時間です!  (2020年)
- イエスタデイをうたって  (2020年)
- 神之塔  (2020年)
- シャドウバース  (2020年)
- 八男って、それはないでしょう!  (2020年)
- 波よ聞いてくれ  (2020年)
- モンスター娘のお医者さん  (2020年)
- 天晴爛漫!  (2020年)
- デカダンス  (2020年)
- 魔女の旅々  (2020年)
- おちこぼれフルーツタルト  (2020年)
- 魔王城でおやすみ  (2020年)
- 安達としまむら  (2020年)
- アクダマドライブ  (2020年)
- アサルトリリィ Bouquet  (2020年)
- 神様になった日  (2020年)
- 憂国のモリアーティ  (2020年)
- トニカクカワイイ  (2020年)
- 半妖の夜叉姫  (2020年)
- ラブライブ!虹ヶ咲学園スクールアイドル同好会  (2020年)
- 池袋ウエストゲートパーク  (2020年)
- 天地創造デザイン部  (2021年)
- 回復術士のやり直し  (2021年)
- オルタンシア・サーガ -蒼の騎士団-  (2021年)
- はたらく細胞BLACK  (2021年)
- 怪物事変  (2021年)
- 約束のネバーランド  (2021年)
- たとえばラストダンジョン前の村の少年が序盤の街で暮らすような物語
- ワンダーエッグ・プライオリティ  (2021年)
- 装甲娘戦機  (2021年)
- B：The Beginning Succession  (2021年)
- 恋と呼ぶには気持ち悪い   (2021年)
- セブンナイツ レボリューション -英雄の継承者-  (2021年)
- ひげを剃る。そして女子高生を拾う。 (2021年)
- さよなら私のクラマー   (2021年)
- ましろのおと (2021年)
- スライム倒して300年、知らないうちにレベルMAXになってました (2021年)
- 擾乱 THE PRINCESS OF SNOW AND BLOOD (2021年)
- 美少年探偵団 (2021年)
- ゾンビランドサガ リベンジ (2021年)
- スーパーカブ (2021年)
- トロピカル〜ジュ!プリキュア (2021年)
- 東京卍リベンジャーズ  (2021年)
- 幼なじみが絶対に負けないラブコメ  (2021年)
- ピーチボーイリバーサイド   (2021年)
- 精霊幻想記   (2021年)
- 月が導く異世界道中   (2021年)
- 白い砂のアクアトープ   (2021年)
- SCARLET NEXUS   (2021年)
- 女神寮の寮母くん。   (2021年)
- 86-エイティシックス-   (2021年)
- 世界最高の暗殺者、異世界貴族に転生する (2021年)
- MUTEKING THE Dancing HERO (2021年)
- デジモンゴーストゲーム   (2021年-2022年)
- 月とライカと吸血姫   (2021年)
- 吸血鬼すぐ死ぬ   (2021年)
- プラオレ!〜PRIDE OF ORANGE〜  (2021年)
- ビルディバイド -＃000000-  (2021年-2022年)
- 逆転世界ノ電池少女  (2021年)
- ブルーピリオド  (2021年)
- プラチナエンド  (2021年)
- 世界最高の暗殺者、異世界貴族に転生する  (2021年)
- マブラヴ オルタネイティヴ  (2021年)
- 境界戦機 (2021年)
- SELECTION PROJECT (2021年)
- マブラヴ オルタネイティヴ (2021年)
- サクガン (2021年)
- 天才王子の赤字国家再生術〜そうだ、売国しよう〜  (2022年)
- TRIBE NINE  (2022年)
- 失格紋の最強賢者 (2022年)
- 最遊記RELOAD -ZEROIN- (2022年)
- CUE!   (2022年)
- リアデイルの大地にて (2022年)
- 薔薇王の葬列   (2022年)
- 可愛いだけじゃない式守さん (2022年)
- ダンス・ダンス・ダンスール (2022年)
- ブルーロック  (2022年・2024年)
- ヒロインたるもの!〜嫌われヒロインと内緒のお仕事〜 (2022年)
- 史上最強の大魔王、村人Aに転生する (2022年)
- 勇者、辞めます〜次の職場は魔王城〜 (2022年)
- BIRDIE WING -Golf Girls' Story- (2022年-2023年)
- 群青のファンファーレ (2022年)
- 阿波連さんははかれない (2022年)
- パリピ孔明 (2022年)
- スプリガン (2022年)
- ONE PIECE  (2022年)
- BASTARD!! -暗黒の破壊神- (2022年)
- リコリス・リコイル (2022年)
- エンゲージ・キス (2022年)
- ブッチギレ! (2022年)
- RWBY 氷雪帝国 (2022年)
- 勇者パーティーを追放されたビーストテイマー、最強種の猫耳少女と出会う (2022年)
- 宇崎ちゃんは遊びたい! ω (2022年)
- アキバ冥途戦争 (2022年)
- Do It Yourself!! -どぅー・いっと・ゆあせるふ- (2022年)
- 後宮の烏 (2022年)
- 機動戦士ガンダム 水星の魔女 (2022年-2023年)
- うる星やつら (2022年-2024年)
- REVENGER  (2023年)
- Buddy Daddies  (2023年)
- スパイ教室  (2023年)
- アルスの巨獣  (2023年)
- HIGH CARD  (2023年-2024年)
- トモちゃんは女の子!  (2023年)
- 私の百合はお仕事です!  (2023年)
- 勇者が死んだ!  (2023年)
- デッドマウント・デスプレイ  (2023年)
- マイホームヒーロー  (2023年)
- 君は放課後インソムニア  (2023年)
- スキップとローファー  (2023年)
- 六道の悪女たち  (2023年)
- おとなりに銀河  (2023年)
- ザ・マージナルサービス  (2023年)
- Helck  (2023年)
- 英雄教室  (2023年)
- 文豪ストレイドッグス  (2023年)
- SYNDUALITY Noir  (2023年-2024年)
- ゴブリンスレイヤー II  (2023年)
- PLUTO (2023年)
- ブルバスター  (2023年)
- SHY  (2023年-2024年)
- 僕らの雨いろプロトコル  (2023年)
- オーバーテイク!  (2023年)
- シャングリラ・フロンティア〜クソゲーハンター、神ゲーに挑まんとす〜  (2023年-)
- MFゴースト (2023年-2024年)
- アンダーニンジャ  (2023年)
- 異世界でもふもふなでなでするためにがんばってます。  (2024年)
- ぶっちぎり?!  (2024年)
- 魔都精兵のスレイブ  (2024年)
- 佐々木とピーちゃん  (2024年)
- 即死チートが最強すぎて、異世界のやつらがまるで相手にならないんですが  (2024年)
- マッシュル-MASHLE-  (2024年)
- 魔法少女にあこがれて  (2024年)
- ささやくように恋を唄う  (2024年)
- アストロノオト  (2024年)
- WIND BREAKER (漫画)  (2024年)
- 終末トレインどこへいく?  (2024年)
- Re:Monster  (2024年)
- 忘却バッテリー  (2024年)
- ザ・ファブル  (2024年)
- 怪獣8号  (2024年)
- 声優ラジオのウラオモテ  (2024年)
- ATRI -My Dear Moments-  (2024年)
- 天穂のサクナヒメ  (2024年)
- 菜なれ花なれ  (2024年)
- 真夜中ぱんチ  (2024年)
- 僕の妻は感情がない  (2024年)
- 女神のカフェテラス  (2024年)
- ラーメン赤猫  (2024年)
- 2.5次元の誘惑  (2024年)
- ライジングインパクト  (2024年)
- ターミネーター 0   (2024年)
- ネガポジアングラー   (2024年)
- ドラゴンボールDAIMA   (2024年)
- ニートくノ一となぜか同棲はじめました  (2025年)
- 空色ユーティリティ  (2025年)
- Aランクパーティを離脱した俺は、元教え子たちと迷宮深部を目指す。  (2025年)
- SAKAMOTO DAYS  (2025年)
- この会社に好きな人がいます  (2025年)
- 妃教育から逃げたい私  (2025年)
- 外れスキル《木の実マスター》 〜スキルの実（食べたら死ぬ）を無限に食べられるようになった件について〜  (2025年)
- FARMAGIA  (2025年)
- 戦隊レッド 異世界で冒険者になる  (2025年)
- 全修。(2025年)
- 日々は過ぎれど飯うまし  (2025年)
- 片田舎のおっさん、剣聖になる 〜ただの田舎の剣術師範だったのに、大成した弟子たちが俺を放ってくれない件〜  (2025年)
- ロックは淑女の嗜みでして  (2025年)
- ＃コンパス2.0 戦闘摂理解析システム  (2025年)
- 前橋ウィッチーズ  (2025年)
- 九龍ジェネリックロマンス  (2025年)
- アポカリプスホテル  (2025年)
- LAZARUS ラザロ  (2025年)
- ウィッチウォッチ  (2025年)
- 機動戦士Gundam GQuuuuuuX  (2025年)
- クレバテス-魔獣の王と赤子と屍の勇者-  (2025年)
- 地獄先生ぬ〜べ〜  (2025年)
- ネクロノミ子のコズミックホラーショウ  (2025年)
- ふたりソロキャンプ  (2025年)
- 出禁のモグラ  (2025年)
- ばっどがーる  (2025年)
- ホテル・インヒューマンズ  (2025年)
- Turkey!  (2025年)
- 桃源暗鬼  (2025年)
- BULLET/BULLET  (2025年)

他多数参加

### 劇場アニメ
- 惑星ロボ ダンガードA対昆虫ロボット軍団 （1977年）
- ユニコ （1981年）
- ゴルゴ13  (1983年)
- SF新世紀レンズマン  (1984年）
- 超時空要塞マクロス 愛・おぼえていますか  (1984年)
- ルパン三世 バビロンの黄金伝説  (1985年）
- カムイの剣  (1985年)
- はだしのゲン2 （1986年）
- 妖獣都市  (1987年）
- ほえろブンブン  (1987年）
- ゴキブリたちの黄昏  (1987年）
- アキラ （1988年）
- NEMO/ニモ （1989年）
- ヴィナス戦記 （1989年）
- 機動警察パトレイバー the Movie （1989年）
- 魔女の宅急便 （1989年）
- それいけ!アンパンマン キラキラ星の涙 （1989年）
- 機動戦士ガンダムF91  (1991年）
- それいけ!アンパンマン とべ! とべ! ちびごん （1991年）
- ドラゴンボールZ 銀河ギリギリ!!ぶっちぎりの凄い奴  (1993年）
- ドラゴンボールZ 危険なふたり!超戦士はねむれない  (1994年)
- ドラゴンボールZ 超戦士撃破!!勝つのはオレだ  (1994年)
- ダークサイド・ブルース  (1994年)
- ドラゴンボールZ 復活のフュージョン!!悟空とベジータ  (1995年)
- ルパン三世 くたばれ!ノストラダムス  (1995年)
- ルパン三世 DEAD OR ALIVE  (1996年)
- ハーメルンのバイオリン弾き  (1996年)
- 名探偵コナン 14番目の標的  (1998年)
- 少女革命ウテナ アドゥレセンス黙示録  (1999年)
- ティガー・ムービー プーさんの贈りもの  (2000年)
- 名探偵コナン 瞳の中の暗殺者  (2000年)
- 風を見た少年#  (2000年)
- 千と千尋の神隠し （2001年）
- アリーテ姫 （2001年）
- 名探偵コナン ベイカー街の亡霊 （2002年）
- 名探偵コナン 迷宮の十字路 （2003年）
- 名探偵コナン 銀翼の奇術師 （2004年）
- ハウルの動く城 （2004年）
- スチームボーイ （2004年）
- マインド・ゲーム （2004年）
- 新暗行御史 （2004年）
- 劇場版ツバサ・クロニクル 鳥カゴの国の姫君 （2005年）
- ブレイブ・ストーリー （2006年）
- 鉄コン筋クリート （2006年）
- 永遠の法 （2006年）
- ゲド戦記 （2006年）
- 鉄人28号 白昼の残月 （2007年）
- 崖の上のポニョ  (2008年)
- Fate/stay night Unlimited Blade Works （2010年）
- 借りぐらしのアリエッティ （2010年）
- イヴの時間 （2010年）
- 劇場版BLEACH 地獄篇 （2010年）
- 劇場版 機動戦士ガンダム00 -A wakening of the Trailblazer-  (2010年)
- ブレイク ブレイド （2010年-2011年）
- ハートの国のアリス 〜Wonderful Wonder World〜  (2011年)
- とある飛空士への追憶  (2011年)
- トワノクオン  (2011年)
- コクリコ坂から  (2011年)
- 蛍火の杜へ  (2011年)
- 劇場版 マクロスF 虚空歌姫〜イツワリノウタヒメ〜  (2011年)
- Mass Effect: Paragon Lost （2012年）
- ジュエルペット スウィーツダンスプリンセス （2012年）
- 名探偵コナン 11人目のストライカー （2012年）
- ヱヴァンゲリヲン新劇場版:Q（2012年）
- クレヨンしんちゃん バカうまっ!B級グルメサバイバル!!（2013年）
- 劇場版 魔法少女まどか☆マギカ ［新編］叛逆の物語（2013年）
- かぐや姫の物語 （2013年）
- 風立ちぬ （2013年）
- 魔女っこ姉妹のヨヨとネネ （2013年）
- 思い出のマーニー （2014年)
- クレヨンしんちゃん ガチンコ!逆襲のロボとーちゃん （2014年)
- PSYCHO-PASS サイコパス （2015年)
- ガールズ&パンツァー 劇場版 （2015年)
- Wake Up, Girls! 青春の影 （2015年)
- 屍者の帝国 （2015年)
- デジモンアドベンチャー tri.  (2015年-2016年)
- 君の名は。 （2016年)
- 同級生 （2016年)
- 劇場版 トリニティセブン -悠久図書館と錬金術少女-  (2017年)
- ひるね姫 〜知らないワタシの物語〜  (2017年)
- 打ち上げ花火、下から見るか? 横から見るか?  (2017年)
- メアリと魔女の花  (2017年)

### OVA
- うる星やつら (1985年-1991年)
- 傷追い人 （1986年)
- ヘル・ターゲット （1987年）
- 迷宮物語  (1987年）
- JUNK BOY  (1987年）
- 魔界都市＜新宿＞ （1988年）
- 銀河英雄伝説 （1988年-1989年）
- MIDNIGHT EYE ゴクウ （1989年）
- 強殖装甲ガイバー （1989年-1990年)
- 機動警察パトレイバー（OVA第2期) (1990年-1992年)
- 鴉天狗カブト  (1992年)
- ドラゴンスレイヤー英雄伝説 王子の旅立ち  (1992年)
- 特捜戦車隊ドミニオン  (1993年)
- 逮捕しちゃうぞ  (1994年)
- ザ・コクピット  (1994年)
- アラジン ジャファーの逆襲  (1994年)
- ワイルド7 (1994年-1995年)
- GOLDEN BOY (1995年)
- ダーティペアFLASH3 (1996年)
- 新海底軍艦  (1995年-1996年)
- ガンスミスキャッツ (1995年-1996年)
- アラジン完結編 盗賊王の伝説 (1996年)
- 機動戦士ガンダム 第08MS小隊 (1996年)
- バトルアスリーテス大運動会  (1997年)
- 新機動戦記ガンダムW Endless Waltz (1997年)
- POWER DoLLS Detachment of Limited Line Service プロジェクトα  (1998年)
- ポカホンタスII/イングランドへの旅立ち  (1998年)
- 支配者の黄昏  (1998年)
- てなもんやボイジャーズ  (1999年)
- 天使禁猟区  (2000年)
- 勇者王ガオガイガーFINAL  (2000年-2003年)
- マクロスゼロ  (2002年)
- The Hunchback of Notre Dame Ⅱ  (2002年)
- ゲートキーパーズ21  (2002年)
- アニマトリックス (2003年)
- リーンの翼 〜The Wings of REAN〜  (2006年)
- FREEDOM-PROJECT  (2006年)
- トップをねらえ2!  (2004年-2006年)
- マーダープリンセス  (2007年)
- デトロイト・メタル・シティ  (2008年)
- ルパン三世 GREEN vs RED  (2008年)
- Halo Legends  (2010年)
- 装甲騎兵ボトムズ 幻影篇  (2010年)
- 装甲騎兵ボトムズ Case;IRVINE  (2010年)
- BLACK LAGOON: Roberta's Blood Trail  (2010年)
- Dante's Inferno: An Animated Epic  (2010年)
- SUPERNATURAL: THE ANIMATION  (2011年)
- デス・ビリヤード  (2013年）
- リトル ウィッチ アカデミア  (2013年）
- 黒の栖-クロノス-  (2014年）
- 大きい1年生と小さな2年生  (2014年）
- 第三飛行少女隊  (2015年)
- Under the Dog  (2016年)

### ビデオゲーム
- ゲーム天国  (1995年)
- 魔法騎士レイアース  (1995年)
- サクラ大戦  (1996年)
- だいなあいらん  (1997年)
- DESIRE  (1997年)
- スーチーパイアドベンチャー ドキドキナイトメア  (1998年)
- サクラ大戦3 〜巴里は燃えているか〜  (2001年)
- サーヴィランス 監視者  (2002年)
- サモンナイト3  (2003年)
- .hack//G.U.  (2006年-2007年)
- テイルズ オブ シンフォニア -ラタトスクの騎士-  (2008年)
- ワリオランドシェイク  (2009年)
- 二ノ国 漆黒の魔導士  (2010年)
- キャサリン  (2011年)
- 幻影異聞録♯FE  (2015年)

## 出身者
在籍者、または元在籍者のうち、アニメーター等として知られる人の代表例を以下に記す。
- 村瀬修功（アニメ監督・演出家「Witch Hunter ROBIN」「ERGO PROXY」等/キャラクターデザイン「新機動戦記ガンダムW」「アルジェントソーマ」等）
- 平井久司（キャラクターデザイン「機動戦士ガンダムSEED」「機動戦士ガンダムSEED DESTINY」「無限のリヴァイアス」「スクライド」「蒼穹のファフナー」等/メカデザイン「超獣機神ダンクーガ」「舞-HIME」「新世紀GPXサイバーフォーミュラSAGA」等）
- 北久保弘之（アニメ監督「BLOOD THE LAST VAMPIRE」「ロボットカーニバル 明治からくり文明奇譚」等）
- 平松禎史（キャラクターデザイン「アベノ橋魔法☆商店街」「キューティーハニー」等）
- 久行宏和（キャラクターデザイン「舞-HiME 」「GEAR戦士 電童」「新世紀GPXサイバーフォーミュラSAGA」等）
- 藤田一己（メカニックデザイン「機動戦士Ζガンダム」「勇者王ガオガイガーFINAL」等）
- 柳沢テツヤ（アニメ監督「神無月の巫女」等/アニメーションディレクター「円盤皇女ワるきゅーレ」「HAND MAID メイ」等/キャラクターデザイン）
- 山崎理（アニメ監督「戦国奇譚妖刀伝」シリーズ「真・女神転生 東京黙示録」「薄桜鬼」等、元スタジオ南町奉行所代表取締役）
- しんぼたくろう（作画監督「機動戦士Vガンダム」「機動武闘伝Gガンダム」「OVERMANキングゲイナー」「機動戦士ガンダムSEED」「機動戦士ガンダムSEED DESTINY」「ケロロ軍曹」「コードギアス 反逆のルルーシュ」「機動戦士ガンダム00」「機動戦士ガンダムAGE」等）
- 米山浩平（作画監督「OVERMANキングゲイナー」「機動戦士ガンダムSEED」「機動戦士ガンダムSEED DESTINY」等）
- 高瀬健一（作画監督「ケロロ軍曹」等）
- 大塚健（キャラクターデザイン「金色のガッシュベル!!」/メカデザイン「地球防衛企業ダイ・ガード」「ガイキング LEGEND OF DAIKU-MARYU」/絵コンテ「ねぎぼうずのあさたろう」「聖闘士星矢Ω」/メカニック作画監督「アルジェントソーマ」「機動戦士ガンダム00」「機動戦士ガンダムAGE」「デート・ア・ライブ」）
- 中田栄治（メインアニメーター「交響詩篇エウレカセブン」「コードギアス 反逆のルルーシュ」）
- 実原登（総作画監督「ネギま!?」）
- 深澤学（ふかざわまなぶ、キャラクターデザイン「SAMURAI DEEPER KYO」）
- 渡辺明夫（キャラクターデザイン・総作画監督「化物語」等）
- 石田可奈（キャラクターデザイン「アクエリオンEVOL」「魔法科高校の劣等生」「わかば*ガール」「少年メイド」等/表紙・イラスト「魔法科高校の劣等生」）

## 参考資料
- 『アニメージュ』（徳間書店、1981年3月号）
- 赤星政尚『鉄の城 マジンガーZ解体新書』講談社、1998年
- 赤星政尚他『不滅のスーパーロボット大全 マジンガーZからトランスフォーマー、ガンダムWまで徹底大研究』二見書房、1998年